# Elle a passé tant d'heures sous les sunlights
Elle a passé tant d'heures sous les sunlights è un film del 1985 diretto da Philippe Garrel.
Non è mai stato distribuito in Italia.

## Trama
Un giovane regista sta girando un film con la sua amica Christa. In tal modo il film racconta la storia di due coppie: quella reale e quella immaginaria.